# Bäsna
Bäsna is een plaats in de gemeente Gagnef in het landschap Dalarna en de provincie Dalarnas län in Zweden. De plaats heeft 687 inwoners (2005) en een oppervlakte van 138 hectare. Bäsna ligt aan de rivier de Dalälven aan de andere kant van de rivier tegenover Bäsna, ligt Djurmo er is echter geen brugverbinding tussen beide plaatsen.

## Verkeer en vervoer
Bij de plaats loopt de E16/Riksväg 70.
De plaats had vroeger een station aan de hier nog bestaande spoorlijn Repbäcken - Särna.